# Mattias Jons
Bernt Göran Mattias Jons född 19 november 1982 i Ängebo,, är en svensk före detta släggkastare. Första klubb som han tävlade för var Järvsö IF, sedan 2001 tävlade han för Hässelby SK.
Jons har som längst kastat 76,39 m vilket för honom in på fjärde plats genom alla tider i Sverige. Bara Tore Gustafsson (80,14), Kjell Bystedt (78,64) och Markus Johansson (76,43) har kastat längre. Jons har vunnit släggkastningen på SM flera gånger och har också vid flera tillfällen representerat Sverige i Finnkampen, Europacupen, EM (2010, 2012) och VM (2011, 2013). 

## Karriär
Jons har deltagit vid tre internationella mästerskap varav han lyckas ta sig till final två gånger. Med ett kast på 74,56 tog sig Jons den 27 juli vidare ifrån släggkvalet i EM 2010 men i finalen fick han inget kast godkänt. I EM 2012 upprepade han bedriften och hamnade till slut på en sjätteplats med samma resultat, dvs 74,56. Efter sjätteplatsen på EM och flera lovande tävlingar med 76,12m  som topp så nominerade Svenska friidrottsförbundet honom till OS i London. Nomineringen avslogs dock av SOK.. Det nysatta personliga rekordet hade räckt till en sjunde plats i OS släggfinalen, 78,71m krävdes för medalj.
Vid 2011 års VM i Daegu i Sydkorea slogs Mattias Jons ut i kvalet på 67,93.
Vid EM 2012 i Helsingfors kom Jons på en sjätteplats med 74,56.
År 2013 deltog Jons vid VM i Moskva där han dock slogs ut i kvalet, med 73,47.
Efter att ha fått säsongen 2014 förstörd av skador beslöt Mattias Jons i slutet av året att avsluta sin elitkarriär.
Han utsågs 2011 till Stor grabb nummer 513 i friidrott.

## Resultatutveckling
- 2013: 76,39 (Stockholm 7 september)[2]
- 2012: 76,12 (Madrid, Spanien 7 juli)[2]
- 2011: 74,39 (Karlstad 2 augusti)[2]
- 2010: 74,76 (Järvsö 24 juni)[2]
- 2009: 74,23 (Nyköping 7 juni)[2]
- 2008: 72,63 (Västerås 1 augusti)[2]
- 2007: 71,61 (Pocatello, Idaho USA 7 april)[2]
- 2006: 71,31 (Sacramento, Kalifornien USA 9 juni)[2]
- 2005: 69,45 (Eugene, Oregon USA 22-23 april)[34]
- 2004: 67,47[källa behövs]
- 2003: 63,96[källa behövs]
- 2002: 63,30[källa behövs]
- 2001: 57,78[källa behövs]
- 2000:
- 1999:
- 1998:

## Personliga rekord
| Utomhus - Kula – 16,62 (Bottnaryd 2 juli 2005) - Slägga – 76,39 (Stockholm 7 september 2013) - Spjut – 60,87 (Honolulu, Hawaii, USA 12 maj 2006) | Inomhus - Kula – 17,42 (Nampa, Idaho, USA 24 februari 2006) - Viktkastning – 23,18 (Norrköping 15 februari 2013) |